# Торкан, Маджид
Маджи́д Торка́н (перс. مجيد تركان‎; род. 15 ноября 1965, Сари) — иранский борец вольного стиля и тренер. Чемпион мира, Азии и Азиатских игр.

## Спортивная карьера
- Чемпион мира (1990), серебряный призёр чемпионата мира (1985), бронзовый призёр чемпионата мира (1989).
- Чемпион Азиатских игр (1986).
- Чемпион Азии (1983, 1989, 1991), серебряный призёр чемпионата Азии (1992).
- Выступал на Олимпийских играх 1988 года в Сеуле (б/м) и Олимпийских играх 1992 года в Барселоне (7 место).
- Чемпион мира среди юниоров (1980).

## Тренерская карьера
После окончания спортивной карьеры стал тренером. Наиболее известный его ученик — Аббас Хадж Кенари, чемпион мира и Азии.

## Видео
- Чемпионат мира 1990, вольная борьба, до 52 кг, финал: Валентин Йорданов (Болгария) — Маджид Торкан (Иран)